# جيمس اولسن
جيمس اولسن (بالإنجليزية: James Olsen)‏ (23 أكتوبر 1981 في المملكة المتحدة - ) هو لاعب كرة قدم بريطاني في مركز الوسط. لعب مع ماكليسفيلد تاون ونادي ترانمير روفرز لكرة القدم ونادي ساوثبورت ونادي مارين ‏ ونادي بارسكو ونادي ستاليبريدج سيلتيك ونادي بارو ونادي ألترينتشام وColwyn Bay F.C. ‏ وVauxhall Motors F.C. ‏.

## وصلات خارجية
- جيمس اولسن على موقع قاعدة بيانات كرة القدم.إي يو (الإنجليزية)
- جيمس اولسن على موقع Soccerbase.com (لاعب) (الإنجليزية)